# Get the f*ck out of my house
Get the f*ck out of my house is een Nederlands programma uitgezonden door RTL Nederland op RTL 5. In dit programma worden honderd mensen geplaatst in een huis dat slechts bestemd is voor vier personen. Het programma werd uitgezonden in het najaar van 2016 en was elke werkdag te zien.
Het is de bedoeling dat een deelnemer het huis niet verlaat, anders ligt hij of zij namelijk uit het spel. Een deelnemer kan uit het huis worden gezet door in de rode zone te komen. Ook kan hij, door bijvoorbeeld de grote drukte en frustraties tussen de deelnemers, vrijwillig het huis verlaten. Degene die als laatste weet over te blijven, wint het bedrag van de huishoudpot.